# Emporis
Emporis — немецкая компания со штаб-квартирой в Гамбурге, занимающаяся интеллектуальным анализом данных недвижимости.
Компания владеет сайтом Emporis.com, являющимся публичной базой данных недвижимости по всему миру, где к недвижимости прикладывается её характеристика и фотографии. В базе данных Emporis высотное здание является таковым, если его высота составляет от 35 до 100 метров, и небоскрёб, высота которого должна быть от 100 метров.
Компанией учреждена ежегодная премия Emporis Skyscraper Award, присуждаемая за лучшие архитектурные проекты.
14 сентября 2022 года портал и все данные на нём были удалёны, доступ к ним прекращён. 